# Juana Fernández Alonso
Juana Fernández Alonso (Meneses de Campos, Palencia, 21 de marzo de 1887-Madrid, 4 de diciembre de 1963) fue una maestra y profesora numeraria de Escuela Normal, pionera en la implementación y difusión de métodos de enseñanza activa de las Ciencias Físico-Químicas y Naturales. Asistió a cursos de especialización organizados por la Junta para Ampliación de Estudios e Investigaciones Científicas (JAE), impartidos por profesorado de reconocido prestigio y participó en numerosos congresos y encuentros. 

## Reseña biográfica

### Formación académica
Juana Fernández Alonso nació en la localidad palentina de Meneses de Campos el 21 de marzo de 1887 y falleció en Madrid el 4 de diciembre de 1963. Sus padres Constantino Fernández y Atanasia Alonso –oriunda de Meneses de Campos- residían en Madrid, en cuya Escuela Normal Central siguió los estudios de Maestra de Primera Enseñanza Elemental (1902-1904) y de maestra de Primera Enseñanza Superior (1904 -1906), recibiendo el Título de Maestra de Primera Enseñanza Superior el 19 de abril de 1907. Compaginó estos estudios con cursos de Taquigrafía y Mecanografía organizados por el Ateneo de Madrid entre 1900 y 1904. Realizadas las Oposiciones a Maestra de primera enseñanza es nombrada el 28 de abril de 1909 propietaria de la de Villarejo de Fuentes (Cuenca).
Deseando ampliar estudios realiza los exámenes de ingreso en la Escuela Superior del Magisterio en los que obtiene el número 16 en la Sección de Ciencias, en octubre de 1909. Pide licencia oficial y se le concede una maestra sustituta hasta la finalización de los estudios en 1913, en los que obtiene el Título de Maestra Normal que le capacita para ser Inspectora de Primera Enseñanza o Profesora de Escuela Normal de Maestras.
Durante los años en la Escuela Superior del Magisterio compagina sus estudios con numerosas actividades formativas en su especialidad. Asiste a cursos organizados por la Junta para Ampliación de Estudios e Investigaciones Científicas (JAE) impartidos por:
- Antonio de Zulueta y Escolano, Doctor en Ciencias, y Conservador del Museo Nacional de Ciencias Naturales, Ejercicios prácticos de Biología (1911-1913) y estudios sobre protozoos «habiendo realizado por sí misma numerosas preparaciones anatómicas y algunas micrográficas» como figura en el certificado.

- José Rioja Martín, catedrático de la Facultad de Ciencias de la Universidad Central y Director de la Estación de Biología Marítima de Santander que imparte Estudios de Biología: parte teórica en el Museo de Ciencias Naturales de Madrid (enero- junio 1913) y los trabajos prácticos en la Estación de Biología Marítima de Santander.[6] Para estos trabajos prácticos solicita Juana Fernández Alonso una pensión a la JAE que le fue concedida para los meses de julio, agosto y septiembre, (26 de junio de 1913)[7] realizando «su cometido con toda asiduidad y aprovechamiento». Fue la única mujer participante en el curso.

- Francisco Beltrán Bigorra, catedrático de Mineralogía y Botánica de la Facultad de Ciencias de la Universidad de Valencia, dio un curso práctico de Botánica durante el año 1913 que realizó Juana Fernández Alonso «con verdadero aprovechamiento».

- Asistió asimismo a las clases prácticas de Química impartidas por el Profesor Edmundo Lozano en el Museo Pedagógico Nacional durante el curso 1912-1913,[8] cuyos libros de Física, Química y Enseñanza de las Ciencias físico-químicas y Naturales recomienda posteriormente Juana Fernández Alonso a su alumnado.[9]

Sigue las convocatorias de la JAE para realizar estudios en el extranjero. En 1912, realizando el 2º curso en la Escuela de Estudios Superiores del Magisterio, y «deseando ampliar sus estudios en cuanto se refiere a Colonias Escolares y Escuelas al Aire Libre, y dentro de ellas la metodología de las Ciencias Naturales», solicita de la JAE una pensión para realizar estudios durante seis meses en Francia y Bélgica en cuya petición hace una exposición detallada de las escuelas y colonias a visitar así como de la preparación que tiene para «hacer los estudios con gran provecho». Adjunta dos trabajos, como Hojas antropométricas en la escuela, memoria que fue presentada en las vacaciones de 1909 a la Junta provincial de Primera Enseñanza de Cuenca, y que fue calificada con la nota de sobresaliente, y otro trabajo acerca de las Escuelas al Aire Libre y Colonias Escolares, que somete a la aprobación de la JAE. Conocía el tema, pues había sido profesora en las colonias escolares de vacaciones organizadas por el Museo Pedagógico Nacional en agosto de 1909, 1910 y 1911. No le fue concedida. En 1914 vuelve a realizar una petición similar a la JAE, en esta ocasión para hacer estudios de Ciencias Naturales en los centros de Formación de Maestros de Suiza y Alemania, expresando que posee conocimientos para realizarlos «con provecho», aparte de conocer los idiomas francés y alemán. Tampoco en este caso se le concedió, como a otras muchas profesoras solicitantes, ya que las plazas eran limitadas. Sin embargo, su interés la lleva a visitar por su cuenta las escuelas de Francia y Portugal y los Centros de Enseñanza Superior de estos países.
El 5 de abril de 1911, con 24 años, y siendo aún alumna de la Escuela Superior del Magisterio, es admitida como socia numeraria en la Real Sociedad Española de Historia Natural, de la que forma parte ininterrumpidamente durante 54 años hasta su fallecimiento. Fue presentada por el Profesor Emilio Ribera, Catedrático de Historia Natural de Instituto, muy interesado en la Didáctica de las Ciencias Naturales. Es la única Profesora de Escuela Normal y una de las contadas mujeres que figura entre los socios destacados.

## Trabajo profesional
En el concurso entre Maestras Normales de la Escuela de Estudios Superiores del Magisterio, convocado por la Dirección General de Primera Enseñanza, se nombra a Juana Fernández Alonso profesora-auxiliar de la Sección de Ciencias de la Escuela Normal de Maestras de Jaén en la que toma posesión el 30 de octubre de 1913. Dos meses más tarde, es nombrada Secretaria de la misma Escuela. Este primer curso, colaboró con varios centros en Jaén, entre ellos la Academia Teresiana recién inaugurada en la ciudad.Posteriormente formó parte de la Asociación de Cooperadoras Técnicas de la Institución Teresiana. Fue Directora de estudios en el Centro Católico Obrero de Jaén de 1913 a 1914. Colaboró en el Ateneo de la ciudad y con otros grupos, como los Exploradores. 
Al terminar el curso 1913-1914, por estar completo todo el profesorado de la Escuela Normal Superior de Maestras de Jaén, no tiene a su cargo ninguna asignatura de las que allí se cursen por ser Auxiliar, y solicita al Ministerio de Instrucción Pública y Bellas Artes, con fecha 22 de agosto de 1914,su agregación al Instituto de Ciencias Naturales de Madrid, durante el curso para ampliar sus estudios, pudiendo continuar con aprovechamiento los empezados en el Instituto de Ciencias Naturales de Madrid, bajo la dirección de D. Ignacio Bolívar y D. Antonio Zulueta.

### Petición de una normativa equitativa en la adjudicación de plazas de Ciencias y Letras a Escuelas Normales, y defensa de las alumnas de la Sección de Ciencias.
La situación en que se encontraba esta profesora, sin ninguna asignatura a su cargo, lleva posiblemente a la petición que dirige al Ministro de Instrucción Pública y Bellas Artes con ocasión de la publicación del R.D. de Reforma de las Escuelas Normales del 30 de agosto de 1914. La lectura del mismo, junto con la reflexión sobre su propia situación y la de las alumnas en expectativa de destino de la Sección de Ciencias de la EESM, la impulsa a escribir una carta, en nombre de sus compañeras de sección y en el suyo propio, en la que expone que en el Decreto de Reforma:

«…no ha sido tenido en cuenta el derecho que asiste a las alumnas [de Ciencias] que, procedentes de la Escuela de Estudios Superiores del Magisterio, se encuentran en expectación de destino. Dispone el Real Decreto que las nuevas plazas de Letras y de Pedagogía se provean mediante concurso de traslado entre profesoras numerarias en ejercicio. Como a las plazas de Letras solo pueden acudir a concurso las de este grupo, y a las de Pedagogía pueden acudir estas mismas además de las de Ciencias y Labores, puede ocurrir, Excmo. Señor, que estas plazas anunciadas en concurso se provean con profesoras de Letras, y si esto así sucede ¿qué le espera al excedente de alumnas de Ciencias de la Escuela de Estudios Superiores del Magisterio que tenían toda su esperanza en reforma de tanta trascendencia, toda vez que se quedarán en expectación de destino el mismo número que ahora y alcanzan a 30, de las cuales son 21 de la promoción de 1913 y las 9 restantes de la promoción de este curso que terminó en junio?».

Esta carta es anotada al margen con la siguiente aceptación:

«Dirección General de 1ª Enseñanza- Escuelas Normales»

«Enterado y téngase en cuenta para cuando se dicten disposiciones de carácter general que puedan comprender la petición formulada. Madrid 12 Septiembre de 1914 El Director General- Firma ilegible» (era entonces Eloy Bullón).

Probablemente esta petición se contempló en su nombramiento como Profesora Numeraria de Pedagogía y su Historia, Rudimentos de Derecho y Legislación Escolar de la Escuela de Maestras de La Coruña, en marzo de 1915, en virtud del concurso entre Maestras Normales procedentes de la EESM.
Durante su trabajo en La Coruña toma parte activa en la organización de cursos en el ámbito científico y pedagógico. Así en la Comisión preparatoria de la Semana Pedagógica de la Asociación de Maestros Católicos de Galicia en agosto de 1917, en el Primer Congreso de Estudios Gallegos, en 1919, en el que «propuxo a creación de viveiros para divulgar os coñecementos biolóxicos e nos que se impartan cursos para pescadores». Fue también profesora en el curso de Biología Marina de julio a septiembre de 1920, organizado por la JAE, a petición del Instituto de Estudios Gallegos.
En el año 1916 el Ministerio de Instrucción Pública y Bellas Artes la nombra profesora de los niños concurrentes al Sanatorio Marítimo de Oza (La Coruña). Esta actividad refleja su sensibilidad social hacía la infancia con dificultades buscando la adaptación del currículo a la diversidad del alumnado que se manifestó a lo largo de su vida, como queda recogido en su participación en congresos y en sus publicaciones. Profesora del curso de Métodos y enseñanzas de anormales en la Escuela Normal de La Coruña, durante los años que permaneció en este centro, con nombramiento oficial por R.O. de la Dirección General de Enseñanza Primaria desde el 1 de enero de 1919.Presidenta de la ponencia para organizar las Escuelas Profesionales y de Música, y las Escuelas de Primera Enseñanza creadas por el Ayuntamiento de La Coruña de 1918 a 1921.
Pide traslado a la Escuela Normal de Maestras de Jaén y se incorpora en marzo de 1921 como Profesora numeraria de Matemáticas, en la que ejerce con posterioridad la Cátedra de Física, Química e Historia Natural y de Matemáticas. En julio de ese mismo año solicita el acceso por oposición a la plaza de Profesora de Matemáticas de la Escuela Normal Central de Maestras de Madrid y a la Cátedra de Historia Natural de la Escuela de Estudios Superiores del Magisterio. Ninguna de las dos le fue concedida.
En febrero de 1924 es nombrada Profesora numeraria de Matemáticas y posteriormente de Ciencias Físico-químicas-naturales de la Escuela Normal de Maestras de Santander donde permanece hasta 1939. Secretaria de la Escuela, a propuesta del Claustro en septiembre de este mismo año hasta su nombramiento como Directora de la que tomó posesión el 28 de septiembre de 1925, cargo en el que permaneció hasta el 28 de noviembre de 1928 en que cesó por renuncia. Acoplada a la asignatura de Metodología de las Ciencias Naturales, Fisiología y Agricultura desde 1931. En este año ejerce dos meses como directora accidental. Vicedirectora de la Escuela 10 de abril de 1935 hasta su destitución por el Gobierno de la República. En 1939 se traslada a la Escuela Normal de Magisterio n.º 2 de Madrid.
Su labor en el campo de las ciencias naturales y su metodología fue especialmente significativa durante su docencia en Santander, si bien su interés en adquirir nuevos conocimientos, investigar y publicar sus conclusiones la llevó a participar desde su época de estudiante en Congresos relacionados con las Ciencias Experimentales y su enseñanza, como los organizados por la Asociación Española para el Progreso de las Ciencias (AEPC) de 1913 (Madrid), 1915 (Valladolid), 1917 (Sevilla), 1919 (Bilbao), 1927 (Cádiz) y 1938 (Santander), en los cuales presenta comunicaciones con aportaciones relacionadas con sus áreas de conocimiento.
Desde su incorporación como secretaria de la Normal y posteriormente como Directora de la misma mantuvo informada a la prensa de las actividades llevadas a cabo con el alumnado, así como de la importancia de que las jóvenes estudien.
En las distintas ciudades en que ejerció la docencia como profesora en la Normal participa activamente en la vida cultural de la ciudad y la provincia, y en la promoción de distintos grupos sociales. En Santander, a lo largo de los quince años, su actividad fue significativa.

### Curso de enseñanza activa por Julia Degand 1932
La renovación de la formación del Magisterio, en que tan interesada estaba la Segunda República, facilitó la puesta en marcha de proyectos que supusiesen intercambios culturales, aunque en aquellas Escuelas que contaban con profesorado proveniente de la Escuela de Estudios Superiores del Magisterio el proceso ya estaba en marcha.
En un acta de las sesiones de claustro de la Escuela Normal de Santander de 1931, explicita la Profesora Fernández Alonso su concepción innovadora de la enseñanza, -no siempre comprendida-:

La Prof. Fernández Alonso comunica que son numerosos los libros que se consultan en clase por su tendencia a que sus enseñanzas sean eminentemente prácticas y para la dirección de los trabajos los toman los alumnos de los libros que mejor responden al asunto de cada día.

En esta línea de actuación se encuadra el Curso de enseñanza activa, llevado a cabo, a petición de Juana Fernández Alonso, por Julia Degand, profesora belga, discípula de Decroly, como recoge el acta del Claustro Extraordinario convocado para este fin:

La Prof. Dª Juana Fernández Alonso da cuenta (…) que se ha puesto en comunicación con la Junta de Ampliación de Estudios por mediación del Sr. Santullano para ver si había medio de poder llevar a la práctica la idea de un “Montañés anónimo” que desea que en Santander se dé por Mme. Julia Degand un cursillo sobre “Enseñanza activa” para Maestros y Alumnos Normalistas (…) que escribió a Niza a la citada Profesora y que ha contestado que está dispuesta a darlo, y envía un anticipo de programa, de todo lo cual da cuenta a la Normal, para que ésta lleve la dirección del cursillo y colabore con la Inspección de 1ª Enseñanza y el Consejo Provincial para que pueda obtener éxito el Cursillo proyectado.

El Claustro acepta la propuesta y decide que en la Comisión que se formará para organizarlo lleve la representación de la Escuela Dª Juana Fernández Alonso.
El curso tuvo lugar de septiembre a diciembre de 1932 en la Escuela Normal de Santander y en varios centros educativos de la provincia. Juana Fernández acompañó a Julia Degand a sus conferencias en las escuelas de Reinosa, Torrelavega, Santoña, Ampuero, Comillas y Castro Urdiales, a las que acudieron numerosos maestros y maestras de las poblaciones cercanas, -en ocasiones más de un centenar-, y de las que la prensa dio noticia amplia. En algunas de ellas la conferencia de Mlle Degand era seguida de una intervención de Juana sobre la metodología de las ciencias físico-naturales.
Durante su estancia en Santander consideró Julia Degand la posibilidad de dar algunas conferencias en Madrid sobre el método Decroly. Estas tuvieron lugar en la Residencia de Señoritas en seis lecciones sobre «La escuela activa y el método de los centros de interés del Dr. Decroly».
El interés de la Profesora Fernández Alonso porque sus enseñanzas fueran «eminentemente prácticas» se refleja en las actividades de carácter formativo en el centro y fuera del aula», las visitas a instituciones de carácter industrial o científico, y la realización de cursillos en instalaciones de la comarca a los que pueden también asistir personas interesadas. En una sesión de claustro de la Escuela Normal solicita «servicios de agua y gas en el aula destinada a clase de Ciencias Naturales (…) una campana para salida de humos y gases, con el fin de evitar los efectos de algunos desprendimientos de reacciones químicas (…) la construcción de una cajonera que pueda servir de invernadero para el cultivo de algunas plantas para estudio (…) una parte del jardín dedicada a campo experimental».
Visitaron, entre otras muchas, las Minas de Reocín (Cantabria), la Fábrica Lechera Montañesa, los Altos Hornos de Bilbao, el Sanatorio de Pedrosa (Cantabria) contempladas en el programa de prácticas de enseñanza del curso. En este último acceden a la sala destinada a Radiografía, cuyos aparatos, a ruegos de la Sra. Profesora de Ciencias, vieron funcionar. Visita de alumnos y alumnas de la Cátedra de Ciencias Naturales a las fábricas de conservas de Santoña, «acompañados por la cultísima profesora Dª Juana Fernández Alonso; fue realizada con el mayor detenimiento y afán de recoger los importantes detalles que han de completar este plan de estudios prácticos que vienen realizando». En junio de 1934 realizaron una excursión de estudio a Madrid.
Las necesidades de formación en el mundo agrario y ganadero montañés fueron objeto de su atención. Así lo muestra la labor «desarrollada con los alumnos en el Coto Agrícola», el curso de enseñanzas prácticas con las alumnas de Agricultura en la Escuela permanente de Quesería y mantequería de la Estación Pecuaria de Campogiro y el Cursillo apícola y mutualista realizado en 1935 en Revilla de Camargo.
En las excursiones científicas se recogían plantas, fósiles, etc. Juana figura entre las donantes a la colección de Paleontología del Museo Nacional de Ciencias Naturales de Madrid entre 1930 y 1936. Los ingresos contabilizados en este periodo fueron realizados por cien personas, noventa y seis hombres y cuatro mujeres, de ellas, dos profesoras de Escuelas Normales, Josefa Pérez Solsona de la Escuela Normal de Tarragona y Juana Fernández Alonso, que contribuyó con nueve plantas fósiles.

### Socia y Presidenta delAteneo de Santander
En Santander, al constituirse el 17 de octubre de 1927 las mesas de las distintas secciones del Ateneo, es nombrada Vocal de la Sección de Ciencias Positivas. Al mismo tiempo se nombra Vicepresidenta 2ª de la Sección de Literatura a la profesora Carmen de la Vega Montenegro, compañera en la Escuela Normal y ambas pertenecientes a la Asociación de Cooperadoras Técnicas de la Institución Teresiana.
Colaboró en sus programas y al crearse en 1935 la Sección Femenina del Ateneo fue elegida Presidenta de dicha Sección, en la que propone «constituir una Comisión Pedagógica que práctica y científicamente desarrolle las actividades que se realicen. Entre ellas, charlas semanales sobre temas literarios, científicos o artísticos». Esta presidencia la desempeñó hasta 1936 y al restaurarse en 1937 la actividad del Ateneo es elegida vocal. Reelegida como presidenta el 8 de enero de 1939 permanece hasta 7 de octubre del mismo año, por su traslado profesional a Madrid.
Además de su labor en el Ateneo, impulsa la participación de la Escuela Normal en las celebraciones, homenajes y otros actos académicos, convocados tanto a escala nacional como local. En el homenaje nacional a Luis Bello forma parte, como Directora de la Escuela Normal y única mujer, de la Comisión que se forma en Santander. En la Fiesta del Libro de 1928, la Escuela Normal organizó un homenaje a Goya en el centenario de su fallecimiento en el que se leyeron unas cuartillas de la directora sobre «el influjo técnico, cultural y pedagógico del pintor». En el centenario del nacimiento de José María de Pereda en 1933 ostenta la representación de la Normal junto a otra profesora en la velada organizada por la Casa de Galicia. Al constituirse en Santander la Asociación de Amigos del Niño y de la Educación Popular, asiste en nombre de la Escuela hasta que el centro designó representante.

### En la Escuela Normal de Madrid

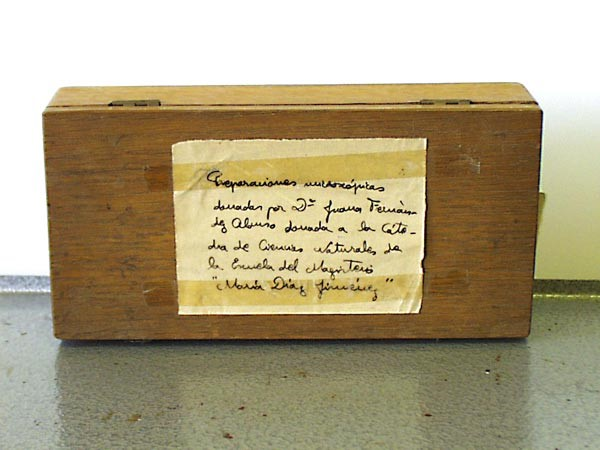

Por Orden del 5 de mayo de 1939 se le concede traslado a Madrid, donde se incorpora en junio de ese año a la Escuela Normal n.º 2 como profesora de Ciencias Naturales y permanece hasta su jubilación en 1957.
De su actividad científico-didáctica en estos años en el campo de la enseñanza de las Ciencias Experimentales, es fruto la caja con preparaciones microscópicas “donada por Dª Juana Fernández Alonso a la Cátedra de Ciencias Naturales de la Escuela de Magisterio María Díaz Jiménez, que actualmente se encuentra en el Museo /Laboratorio de Historia de la Educación Manuel Bartolomé Cossío, en la Facultad de Educación de Madrid
Sigue en relación con la Real Sociedad Española de Historia Natural y en 1947, al fallecer el Dr. Domingo Sánchez Sánchez, escribe, en homenaje al ilustre colaborador de Santiago Ramón y Cajal, un artículo destacando sus aportaciones en el estudio de la estructura microscópica del sistema nervioso de los invertebrados, que es publicado por la Revista de esta Asociación.
También figura entre las contadas mujeres -cinco- que formaron parte en 1949 del Comité organizador del libro-homenaje al antropólogo Luis de Hoyos Sáinz; se encuentra Juana Fernández Alonso, como Profesora de Escuela Normal, junto con la Inspectora de Primera Enseñanza, María Quintana, la escritora Concha Espina y dos directoras de Grupos Escolares de Madrid, África Ramírez de Arellano, directora del Grupo Escolar Menéndez Pelayo; Teodosia del Río, directora del Grupo Escolar Ruiz Jiménez.
Luis de Hoyos fue catedrático de Fisiología e Higiene Escolar de la Escuela Superior del Magisterio, donde estudió Juana. También había coincidido con él en el Congreso de la AEPC en Santander en 1938 y ambos eran miembros de la Sociedad Española de Historia Natural. Fue promotor entre los medios políticos de la creación de la Escuela Normal de Santander, provincia de la que era originaria su familia.

## Publicaciones
Se pueden destacar:
- «Pedagogía», La Escuela Moderna, abril 1910, pp. 286-290. https://hemerotecadigital.bne.es/hd/es/viewer?id=c65d1523-e992-465d-820c-c27c027d3e66&page=46
- Razas actuales. (1911). Conferencia dada el 7 de mayo de 1911 en la Sociedad de Antiguos Alumnos de la Escuela Superior del Magisterio.
- Las vegetaciones adenoideas y su influencia en el desarrollo mental del niño. AEPPC. Congreso de Madrid. (1913) Tomo VI. Sección 5ª. Imprenta Alemana, p 249-263.
- El trabajo de la mujer en el hogar. (1914). 7 artículos. BAT (Boletín de las Academias Teresianas), n.º 35, 37, 39, 42, 44, 47 y 48.
- Algo de Pedagogía. (1915). BAT, n.º 71
- Algo de metodología botánica. (1915). BAT, n.º 89 y 90.
- La vista en los niños de las escuelas primarias. AEPPC. Congreso de Valladolid (1915). Tomo VII, Sección 5ª. Madrid, Imprenta de Fontanet 87-100.
- El retardo escolar. (1917). BAT, n.º 12.
- El crecimiento en los niños durante las Colonias escolares. AEPPC, Congreso de Sevilla (1917). Tomo VII, Sección 5ª. Madrid, Imprenta Clásica Española, p. 39-44.
- La mentira en los niños. (1918) BAT, n.º 44.
- Algunas observaciones sobre el modo de estudiar y la fatiga en las alumnas de la Escuela Normal de Maestras de La Coruña. AEPPC, Congreso de Bilbao (1919). Tomo VII, Sección 5ª. Madrid, José Molina Impresor, p 39-46.
- La manera de estudiar las alumnas y los recuerdos de la infancia. AEPPC, Congreso de Cádiz (1927).
- Nota sobre algunos libros que tratan la botánica del nuevo mundo, existentes en la Biblioteca Menéndez y Pelayo, y que cita en sus obras D. Marcelino Menéndez Pelayo. AEPPC. Programa de los actos del XV Congreso de la AEPPC y lista de Congresistas. Santander 19-25 agosto 1938, p 17.
- El Doctor Don Domingo Sánchez Sánchez. Boletín de la Real Sociedad Española de Historia Natural, XLV (1947), 173-84.
- El Padre Poveda. (1940). Biblioteca Nacional de España. Signatura VC/1395/4. Código de barras 1423810-1001.